# Ophionereis intermedia
Ophionereis intermedia is een slangster uit de familie Ophionereididae.
De wetenschappelijke naam van de soort werd in 1953 gepubliceerd door Ailsa McGown Clark.